# The Decemberists
The Decemberists – amerykański zespół indiepopowy z Portland w stanie Oregon.
Grupa powstała w 2001 z inspiracji Colina Meloya, lidera oraz autora muzyki i tekstów. W tym samym roku własnym sumptem grupa wydała 5 Songs EP, która doczekała się wznowienia, gdy zespół zaczął reprezentować barwy wytwórni Hush. Albumem długogrającym The Decemberists zadebiutowali w 2002 roku, Castaways and Cutouts wydano ponownie, gdy muzycy związali się z wytwórnią Kill Rock Stars. Wtedy też ich kariera nabrała rozpędu. Dwa kolejne longplaye, głównie za sprawą oryginalnych, narracyjnych tekstów Meloya i skorelowanej z nimi muzyki, zyskały uznanie krytyki. Pomiędzy nimi ukazała się EP-ka The Tain – lirycznie nawiązująca do celtyckiej mitologii. Sukces Picaresque sprawił, że zespół przeszedł do większej wytwórni.
Dla Capitolu grupa nagrała i 3 października 2006 roku wydała album The Crane Wife. Płyta tak jak poprzednie została bardzo dobrze przyjęta zarówno przez krytyków jak i fanów, ugruntowując pozycję The Decemberists jako jednego z najciekawszych reprezentantów gatunku. W 2009 roku ukazała płyta The Hazards of Love, ponownie pod egidą wytwórni Capitol Records.
Muzycy są znani z pionierskiego wykorzystania sieci BitTorrent w celu rozpowszechnienia wideoklipu do piosenki "16 Military Wives".

## Skład
Zespół tworzą obecnie:
- Colin Meloy (wokal, gitara)
- Chris Funk (gitara, mulitiinstrumentalista)
- Jenny Conlee (organy Hammonda, akordeon)
- Nate Query (gitara basowa)
- John Moen (perkusja)

## Dyskografia
Albumy
- Castaways and Cutouts LP (Hush 2002, Kill Rock Stars reedycja 2003)
- Her Majesty LP (Kill Rock Stars, 2003)
- Picaresque LP (Kill Rock Stars, 22 marca 2005)
- The Crane Wife LP (Capitol Records, 3 października 2006)
- The Hazards of Love LP (Capitol Recordes, 2009)
- The King Is Dead  LP (Capitol Recordes, 2011)
- What a Terrible World, What a Beautiful World (2015)
- I'll Be Your Girl (2018)

Single i EP-ki
- 5 Songs EP (2001, Hush reedycja 2002)
- The Tain EP (Acuarela Discos, 2004)
- Billy Liar, Single CD (Kill Rock Stars, 2004)
- 16 Military Wives, Singel CD/7" (Rough Trade, 2005)
- Picaresqueities EP (Kill Rock Stars, 25 kwietnia 2006)
- Long Live the King EP (Capitol Records, 1 listopada 2011)